# Hollen
Hollen è una frazione del comune tedesco di Beverstedt, in Bassa Sassonia.

## Storia
Hollen costituì un comune autonomo fino al 1º novembre 2011.